# Iglafallssjön
Iglafallssjön är en sjö i Karlsborgs kommun i Västergötland och ingår i Motala ströms huvudavrinningsområde. Sjön är 14,9 meter djup, har en yta på 0,0566 kvadratkilometer och är belägen 169,6 meter över havet.

## Delavrinningsområde
Iglafallssjön ingår i det delavrinningsområde (651152-143744) som SMHI kallar för Rinner till 648861-144785. Avrinningsområdets medelhöjd är 137 m ö.h. och ytan är 30,75 kvadratkilometer. Det finns inga delavrinningsområden uppströms utan avrinningsområdet är högsta punkten. Delavrinningsområdets utflöde Motala Ström mynnar i havet. Delavrinningsområdet består mestadels av skog (89 procent). Avrinningsområdet har 2,64 kvadratkilometer vattenytor vilket ger avrinningsområdet en sjöprocent på 2,2 procent. Bebyggelsen i området täcker en yta av 1,76 kvadratkilometer eller 1 procent av avrinningsområdet.